# 学校群制度
学校群制度（がっこうぐんせいど）とは、日本の入試実施方法の一つである。
かつて日本の多くの地域（19都道府県）で行われていた広義での「総合選抜」の一形態である。高校入試で学校間の格差をなくすために、いくつかの学校で「群れ」を作り、その中で学力が平均になるように合格者を振り分ける方法である。

## 概要
狭義の総合選抜との違いは、総合選抜では受験生に選択の余地はなく学区内の学校間で振り分けられるのに対して、学校群制度では学区内に数個の学校群が設定されるため受験生は希望する学校群を選択できる点である。「単独選抜」と異なり、特定の学校のみを志望・受験することはできない。
原則として本人の希望にかかわりなく合格者を学校群内各校に振り分ける仕組みであり、受験生の選択の自由は大きく制約され、この観点からの否定的な評価が多い。学校群内各校の学力格差を無くし均質化の実現では成果をあげたが、学区内の学校群間で入試難易度の格差が新たに発生した。
2004年までに全て廃止された。実施されたのは、各自治体の公立高校全日制普通科のみであり、専門学科や国立、私立高校では実施されていない。

## 各地の状況（現在は全て廃止）

### 東京都

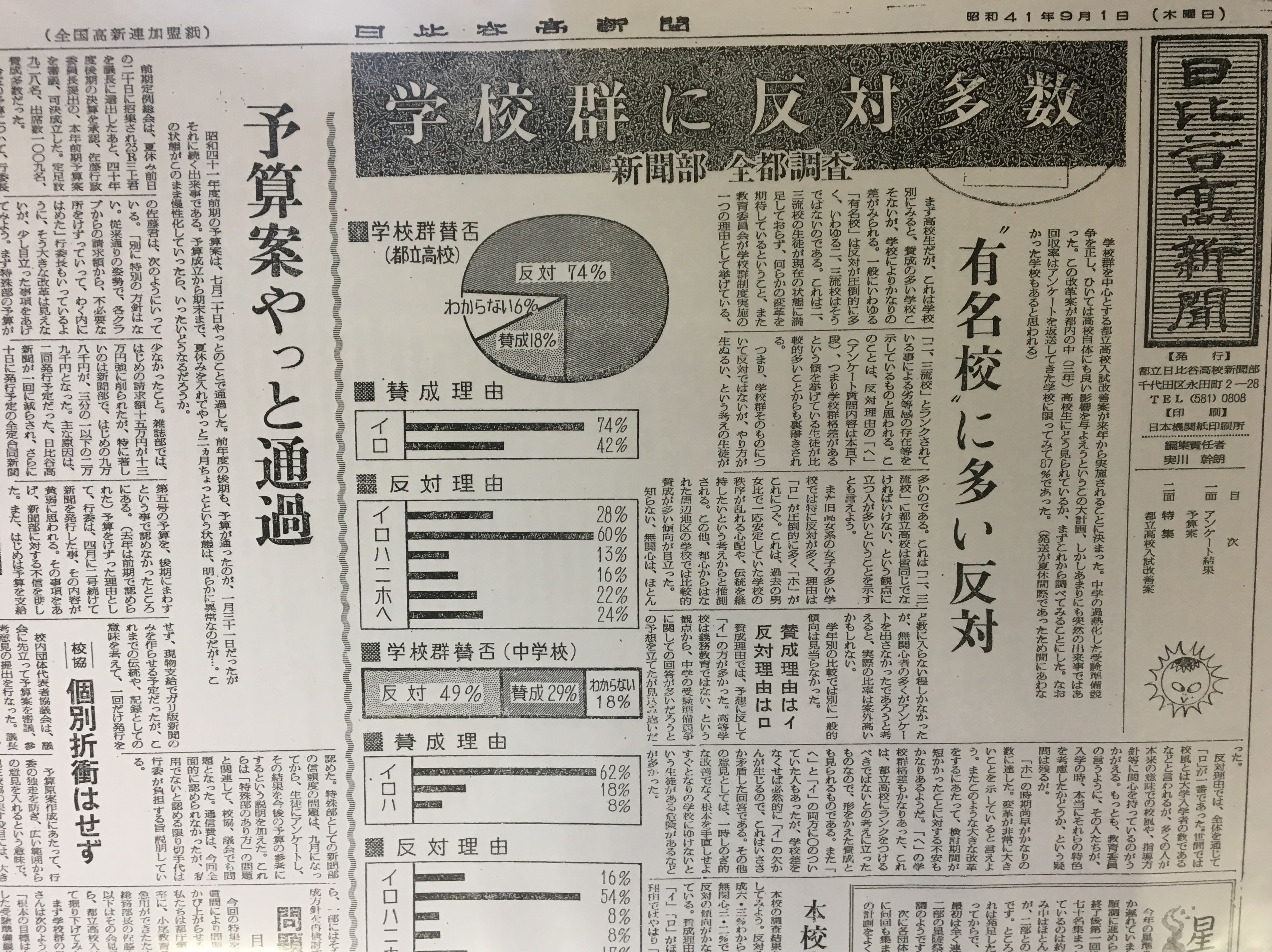
在校生の74%が学校群制度に反対であることを伝える日比谷高校の校内新聞（1966年9月1日発行）

1967年から1981年に実施。東京都は、学校群制度を導入して群内各校の学力を均等に合格者を割り振るため、日比谷をはじめ西、戸山、新宿、小石川、両国、小山台、上野などの名門都立高校の東大をはじめとする難関大学への進学実績が低下し、特に日比谷では急速かつ極端に落ち込んだ。名門都立高校と同じ学校群を構成した青山、富士、国立などは進学実績が急速に上昇した。この制度導入以降、都立高校全体の難関大学進学実績は長期低落した。
- 1927年 - 文部省は中学校令施行規則改正により、入学試験→入学考査、試験→検定とし、文部次官通牒により、学科考査（筆記試験）を廃止し、内申書・人物考査（面接）・身体検査の3つの方法で全国の官公私立中等教育学校（旧制）の入学者選抜を実施する方針を打ち出す。
- 1928年 - 入試制度改革により全国の官公私立諸校間で内申書等を併用した選抜法を導入。東京府立の各校間でも内申書等を併用した選抜法を翌年まで導入。志願者が概ね減少（ただし、文部省の方針が定まらず東京府立各校間では口問による口答・筆答の形式を併用、入試制度の実質的変化は無かった）。
- 1939年 - 文部省が全国の官公私立中等教育学校入学者選抜において、学科考査を全廃する方針[2]を打ち出す。当時の国家社会主義的色彩の強い戦時統制経済の下で施行。国民学校・国家総動員法も参照。
- 1940年 - 学区制度施行。4学区制で、学区外受験の制限は緩やかであった。全国の官公私立諸校間では、概ね学科考査に代え口頭試問（面接）[3]を実施。東京府立各校でもこの年限り、口頭試問（面接）と内申書・身体検査のみの入試制度を採用する。
- 1945年 - 7学区となる。
- 1949年 - 学制改革に伴う新制高等学校への改編に伴い10学区（第七・八・九学区は多摩地域全体として一括）に分ける。GHQ施政下であり、高校三原則モデルの影響下にあった。
- 1952年 - 学区合同選抜制度を採用する。通学区域保証という考え方から「受験」ではなく「受検」とされた。学区全体で学区合格者を決定した上で成績順に第一志望校に合格させ、不合格となっても学区合格者であれば第一志望者のみでは定員を充足しなかった学校に受け入れられる仕組みとなり、都立高校内でいわゆる滑り止めができるようになった。
- 1966年7月13日 - 東京都教育委員会、都立高校入試制度改善の基本方針を決定、学校群の新設・内申書の尊重・3教科制。7月18日、文部省、全教科実施原則の撤回・内申書の重視などを通達。7月、都立有名校PTA・生徒会などが反対。
- 1967年 - 東龍太郎都知事時代、小尾乕雄教育長の主導（小尾氏のアイデアではなく実際は某新聞社の教育担当記者が小尾氏に「あなたは実績も少なくやめるのは残念でしょう」と吹き込んだものと言われている）によって都立高校入試に学校群制度が採用されることとなった。1966年4月に同制度の構想を公表、7月に導入を正式決定、1967年2月に同制度による第1回入試を実施と、構想の公表から入試実施まで1年足らずであった。詰め込み教育批判に対応すべく学力試験の科目数が9科目から3科目へと削減され、9科目の内申と学力試験とを実質的に同等に評価することとなった。同時に、第二志望を認める仕組みをなくし、不合格者は学区内での成績いかんにかかわらず都立高へは進学させないこととなった。学校群制度は美濃部亮吉都知事時代にそのまま引き継がれ、鈴木俊一都知事時代の1981年まで存続した。
  - 制度導入の背景として、受験戦争の過熱があった。とりわけ、旧制時代のナンバースクールをはじめとする名門校には希望者が殺到した。寄留あるいは住民票を当該校学区内に移しての越境入学が常態となり、都民から不満の声が上がっていた[4]。
  - 都立の特権進学校をなくし八ヶ岳的に進学実績がなだらかになることを狙ったもの[5]であったが（八ヶ岳を狙ったができた結果は高尾山だったという話もある）、国立や私立高校、ひいては私立中学へ受験生が流出し都立高校の進学実績が全般的に低下することになった。以降、高校入試の15歳に加えて中学入試の12歳の春を泣かせることになり受験競争の年齢がさらに低下した。あるいは当初の多様性を狙いとするのなら国私立も含めた大枠からの施行であるべきところ、単に国私立の特権校を作り出しただけなどとの批判が強く、学校群施行前から数々の指摘がされていた。社会科学的見地からも選択肢の多い東京など都市圏では特にその実効性を上げ難いことがいわれていた。
内申点の重視は、中学生の部活動加入を高め、この頃登場した偏差値による「輪切り」が見られるようになるなど、戦後民主主義の思想的潮流と同時に当時の管理教育の時代背景があることも見逃せない[6]。
  - 学校群編成にあたり、旧制中学系と旧制高女系の一流校は基本的に同一の群とされ、名門校の温存が図られた。その結果、学校間の格差は学校群間の入学難易度の序列・学力格差として存続した。
  - 第二志望が認められなくなったため、難関学校群を受験した高学力の不合格者はいわゆる滑り止め高などの私立高校へ流出することとなった。
  - もともと校風の全く異なる学校（学校群以前において、旧制中学系高校は男子、高女系は女子の定員比率が高く設定され、旧制以来の校風が残されていた）同士を組み合わせたため、本来の志望校以外に振り分けられた場合の違和感は大きく、多くの都立棄権者を出すことになった[4]。
  - 学校群制度は、その内容から俗に「日比谷潰し」と称された。同校は九段および三田と学校群「11群」を形成し同群は「エリート群」とも呼ばれたが、
(1) 他の主要学校群がおよそ二校なのに比して三校で群を形成、
(2) 受験生の意思による単独での学校選択ができなくなったこと（その他に部活動に関しても、入学後は野球をする意志のある者は当時野球部が存在しなかった三田には入学しないであろう[7]）、
(3) 住民抄本提出の義務化等など学区外からの越境入学が難しくなり受験できる者が限られた。もとより、高級住宅街から工業地域まで包含する第一学区域は、ジェントリフィケーションが進む高度経済成長期以降も広範な階層住民で成り立つ地域でもあり、くわえてドーナツ化現象の直撃を受けた「都心三区」のうち千代田区・港区の二区を抱えていたため、志願者層の変化の影響がとりわけ大きかったこと、
(4) 1965年の進学指導中止を申し渡す「第1次小尾通達」もあり、学園紛争の世相を背景に、都立各校では補習科の廃止など進学指導を自粛ないし中止する動きが広まったことで、教える側の熱意が奪われたこともあり教育内容面での変化が起きたこと、
(5) 新中間層の出現など大衆受験社会の到来もあり時代的に国私立の中高一貫校の台頭など進学ルートの多様化がすでに見られたこと、
(6) 学校個々に見られる文化資本 etc の影響、
などもあるにせよ東大合格者数トップの座を失い、以降も同じ都立高である西や戸山等と比較して急速に東大合格者数上位校からもその名が消えることになった。

1977年 - 文部省から国公立中学・高等学校に「ゆとり教育」の方針が打ち出される。
- 1982年 - 学校群制度廃止してグループ合同選抜制度）を採用。5教科受験になる。事実上、隣接学区からの受験者もいた。
- 1994年 - グループ選抜制度廃止。各校毎の単独選抜制度に移行。隣接学区枠 (20%) を設ける。
- 2001年、石原都政下、横山洋吉教育長により「進学指導重点校」を設け、第一号に日比谷・西・戸山・八王子東が指定される。「小尾通達」以来、およそ35年ぶりに公式に進学指導を打ち出す。都立各校の特色化を打ち出す中で進学指導も都民の多様なニーズに応える一つの施策として位置づけられる。翌2003年には第二号として国立・立川・青山が追加された。
- 2003年 - 学区を全廃[8]。

学校群（1967年の制度発足当時）
- 第一学区（千代田区、港区、品川区、大田区）
  - 11群 日比谷、九段、三田
  - 12群 赤坂、城南、八潮
  - 13群 大崎、南、雪谷
  - 14群 小山台、田園調布
  - 15群 大森、羽田
  - 91群 一橋、忍岡、竹台

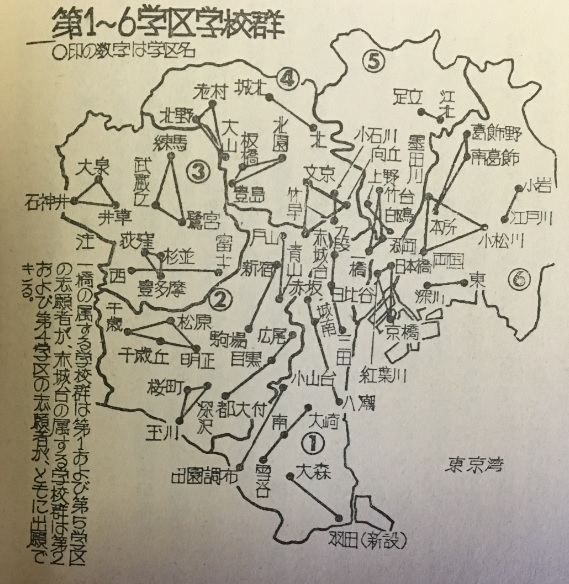
東京23区内の学校群の組み合わせ（日比谷高校の校内誌『星稜』より）

- 第二学区（新宿区、渋谷区、目黒区、世田谷区）
  - 21群 新宿、駒場
  - 22群 戸山、青山
  - 23群 広尾、都立大学附属、目黒
  - 24群 桜町、玉川、深沢
  - 25群 千歳、千歳丘、松原、明正
  - 92群 赤城台、文京、向丘
- 第三学区（中野区、杉並区、練馬区）
  - 31群 武蔵丘、鷺宮、練馬
  - 32群 西、富士
  - 33群 豊多摩、杉並、荻窪
  - 34群 大泉、石神井、井草
- 第四学区（文京区、豊島区、板橋区、北区）
  - 41群 小石川、竹早
  - 42群 北園、豊島、板橋
  - 43群 大山、北野、志村
  - 44群 北、城北
  - 92群 文京、向丘、赤城台
- 第五学区（中央区、台東区、荒川区、足立区）
  - 51群 京橋、日本橋、紅葉川
  - 52群 上野、白鷗
  - 53群 江北、足立
  - 91群 忍岡、竹台、一橋
- 第六学区（墨田区、江東区、葛飾区、江戸川区）
  - 61群 両国、墨田川、小松川
  - 62群 本所、葛飾野、南葛飾
  - 63群 深川、東
  - 64群 江戸川、小岩
- 第七・八・九学区（多摩地区）
  - 71群 南多摩、富士森、日野
  - 72群 立川、国立
  - 73群 北多摩、昭和
  - 74群 武蔵、三鷹
  - 75群 府中、神代
  - 76群 小平、久留米
- 第七・八・九学区の町田、五日市、多摩は、地理的な関係もあり、学校群に組み込まれなかった。全寮制の秋川や島嶼部（第十学区）の高校も制度の対象とならなかった。
- 当初案では、西・小石川はそれぞれ旧制中学を前身とする豊多摩・文京と組む予定であったが、都の方針で旧制中学と高女の組合せが望ましいとされたことなどから、それぞれ富士（旧制第五高女）・竹早（旧制第二高女）と組むこととなった。
- 1968年創立の東村山は76群に編入（1969年から）されたが、それ以降の新設校は学校群を組まず、単独選抜が行われた。
- 1970年には従来の25群が、25群（千歳・松原）と26群（千歳丘・明正）とに分割された。
- 1978年からは、練馬・日野・久留米の3校が学校群から分離され、単独選抜校となった。
- 1980年当時の各学校群のおよその難易度（晶文社高校受験案内より）
  - 特  22群（戸山・青山）32群（西・富士）72群（立川・国立）
  - A1 11群（日比谷・九段・三田）21群（新宿・駒場）34群（大泉・石神井・井草）41群（小石川・竹早）52群（上野・白鴎）61群（両国・墨田川・小松川）74群（武蔵・三鷹） 国分寺 調布北
  - A2 14群（小山台・田園調布）23群（広尾・都立大学附属・目黒）25群（千歳・松原）33群（豊多摩・杉並・荻窪）42群（北園・豊島・板橋）53群（江北・足立）64群（江戸川・小岩）75群（府中・神代）・城東・八王子東・保谷・狛江

### 千葉県
1975年 - 1977年実施。
- 第1学校群
  - 千葉、千葉女子、千葉東、千葉南、千葉市立
- 第2学校群
  - 船橋、船橋東、薬園台、市立船橋、市立習志野、八千代
- 第3学校群
  - 国府台、国分、鎌ケ谷

各学校の希望者のうち、成績上位の者から、各学校の募集定員の20%（1976年からは30%）を優先的に希望校に配分。残りの合格者については、成績分布や男女比均等、通学所要時間を考慮し、できるだけ希望を尊重しつつ振り分けられた。
結果として、既存校と新設校との格差はある程度改善されたが、名門校の進学実績は温存されることになった。千葉県の学校群制度は当初から反対の声も多く、教育現場に無用の混乱をもたらしたため、わずか3年で廃止された。

### 愛知県
1973年 - 1988年実施。
- 1973年（昭和48年） 仲谷義明教育長（のち県知事）によって、名古屋、豊橋、一宮、岡崎、刈谷地区の公立高校普通科入試で採用される（刈谷地区は女子校の刈谷北高校を共学校に転換して実施）。この時、採用が予定された蒲郡地区は地元の反対で見送り、豊田地区は、女子校の豊田東高校が共学校に転換されなかったため実施されなかった。
名古屋地区は県・市立の15校が各校2つの学校群に所属する15の複合学校群。
豊橋地区は4校で2学校群、一宮・岡崎・刈谷各地区は2校で1学校群の単純学校群を採用。
しかし、学校群の編成は1973年のみで、1974年以降の新設校の学校群への組み込みは頓挫し、各校で単独選抜を実施した。
- 愛知県の学校群制度は尾張・三河の二大学区制下で行われた（専門学科については学区の制限なし）。
- 東京都の学校群が「日比谷潰し」と呼ばれたのに対し、愛知県の学校群は、「旭丘潰し」と位置づけられることもある。もっとも、名古屋市では国私立の有力難関校が少なかったこと、当初案の単純学校群ではなく複合学校群が採用されたことで、旭丘高校と名古屋2群を、および菊里高校と名古屋1群を組んだ千種高校がにわかに進学校化し、名古屋2群を受検し合格すれば千種高校か旭丘高校のどちらかには必ず入学できたため、旭丘高校の進学実績や社会的評価が大幅に低下することはなかった。旭丘高校の組み合わせのもう一方の名古屋3群は、名古屋市最北部に立地し交通の便が良いとはいえない市立北高校だったため入試難易度も市内学校群の中では高くはならず、1群・2群から振り分けられた生徒が通う千種高校の進学実績が大幅に上昇した。
- 名古屋市内においては上述の経緯で進学校化した千種高校と旭丘高校で組んだ名古屋2群が最難関群となった。千種高校がもう一方で組んでいた名古屋1群は、ペアとなる菊里高校が伝統校で、互いの距離も2km程度、地下鉄で一駅程と近接しているなど好条件が重なった結果、名古屋1群は名古屋2群に次ぐ難関群となり、60年代低迷していた菊里高校の難関大進学実績も上昇した。その一方で、学校群制度導入以前に旭丘高校に続く有力校とされた明和高校、瑞陵高校の進学実績は大幅に低下した。明和高校については中村高校と組んだ名古屋6群でさえ名古屋1群に次ぐ3番目の群に甘んじ、瑞陵高校に至っては、当初こそ市立桜台と組んだ名古屋11群が一定の水準にあったものの、学校群制度の恩恵を受けた各校に負けることで、最終的には名古屋6群に次ぐ4番手からも脱落し、進学実績も大幅に落ち込むこととなった。
- 千種高校と同様に、伝統校である名古屋西高校・明和高校と学校群を組むことができた中村高校も進学実績が大きく上昇した。名古屋市外では、後述するように岡崎北高校のほか、一宮西高校、豊橋南高校、刈谷北高校の進学実績を伸ばしている。その一方で、名古屋市内の明和や瑞陵の他、名古屋市以外では、刈谷高校、豊橋東高校、時習館高校では進学実績が大きく低下した。
- 伝統校の中でも例外的に岡崎高校は、岡崎北高校と学校群を組んだにもかかわらず、特に1980年代半ば以降、大学合格実績は学校群以前よりも上昇、躍進した。当然の帰結として、岡崎北高校単独の大学合格実績も、学校群以前の岡崎高校を上回った。類似した結果は一宮西高校と学校群を組んだ一宮高校についても生じている。
- 一部の生徒は他地域と同様に、「どちらの高校に振り分けられるか分からない」学校群を避けるようになり、尾張地方では、名古屋市内・近郊の五条高校、西春高校、旭野高校、春日井高校、市立名東高校、西三河地方では安城東高校、知立東高校といった単独選抜の公立校や、私立中高一貫校の東海高校、滝高校などが躍進・台頭した。東三河地方では豊橋市南郊に所在の豊橋南高校への配分を避けたい思惑から、蒲郡東高校へ成績上位者が進学する動きも生じた。
- 1989年（平成元年） 学校群制度廃止。別日程で2校を併願できる複合選抜制度に移行した。複合選抜制度下では、普通科入試においては学区外の高校を受検したり、群を跨いでの併願をすることはできないが（一部例外あり）、同一学区・同一群内のA・Bグループ各1校の併願ができる。
- 学校群廃止後、予想されたことではあったが、学校群制度導入により大躍進した千種高校、中村高校、岡崎北高校、刈谷北高校などの入試難易度は易化し、進学実績は再び落ち込んだ。ただし、その程度には差が見られる。もっとも、豊橋南高校のように、進学実績は落ち込んだものの、中間学力層にはかえって地元（豊橋市南部）にお手頃な入試難易度の公立普通科高校ができて良かった、という功罪相半する高校もある。菊里高校のように特段の落ち込みが見られず、旧大学区時代よりも高い水準を維持している場合もある。
- 学校群制度廃止により、明和高校などの一部の伝統校では一定の範囲で入試難易度や進学実績が回復した。しかし、瑞陵高校など、難易度・進学実績とも回復せず、学校群制度期に決定された位置づけがそのまま固定化されたケースや、さらには、学校群時代の地位低下が複合選抜制移行後により進んだケースもある。
- 学校群制度導入の目的であった「学校間格差の是正」、「（名古屋市内と市外の）地域格差の是正」、「男女共学の促進」、「地元高校への進学指導」等は賛否はあるものの一応それなりに達成され、その精神は引き続き複合選抜制度へ受け継がれることとなった。

学校群
- 名古屋市
  - 名古屋1群 市立菊里、千種
  - 名古屋2群 千種、旭丘
  - 名古屋3群 旭丘、市立北
  - 名古屋4群 市立北、名古屋西
  - 名古屋5群 名古屋西、中村
  - 名古屋6群 中村、明和
  - 名古屋7群 明和、松蔭
  - 名古屋8群 松蔭、惟信
  - 名古屋9群 惟信、熱田
  - 名古屋10群 熱田、瑞陵
  - 名古屋11群 瑞陵、市立桜台
  - 名古屋12群 市立桜台、市立緑
  - 名古屋13群 市立緑、昭和
  - 名古屋14群 昭和、市立向陽
  - 名古屋15群 市立向陽、市立菊里
- 豊橋市
  - 豊橋1群 時習館、豊橋南
  - 豊橋2群 豊橋東、豊丘
- 一宮市
  - 一宮学校群 一宮、一宮西
- 岡崎市
  - 岡崎学校群 岡崎、岡崎北
- 刈谷市
  - 刈谷学校群 刈谷、刈谷北

### 岐阜県
1974年 - 1982年まで岐阜学区と西濃学区で行われた。
- 岐阜学区1群 岐阜、長良
- 岐阜学区2群 長良、岐山
- 岐阜学区3群 岐山、岐阜北
- 岐阜学区4群 岐阜北、加納
- 岐阜学区5群 加納、岐阜

上記の5校以外の岐阜学区の高校は単独選抜。
この当時は現在と異なり加納高校が学区内2番手、岐阜北高校が学区内3番手であった。この当時の加納高校は岐阜高校を目標としていたため非常に校風は厳しく、その成果もあり最盛期には東京大学・京都大学合わせて20人以上合格する年もあった。
近年の国公立大学合格実績は岐阜高校約300名、岐阜北高校約180名、加納高校約170名となっており、加納高校と岐阜北高校の形勢が逆転する一方で、岐阜高校への学力一極化が進んでいる。
西濃学区では1974年 - 1979年は大垣北高校・大垣東高校・大垣南高校の3校で、1980年 - 1982年の入試では大垣西高校も含めた4校で学校群が組まれた。
1974年 - 1979年
- 西濃学区1群 大垣北、大垣東
- 西濃学区2群 大垣東、大垣南
- 西濃学区3群 大垣南、大垣北

1980年 - 1982年
- 西濃学区1群 大垣北、大垣西
- 西濃学区2群 大垣東、大垣南

大垣西高校ができた当時は上記のように大垣北高校との組み合わせで、創立当初から進学実績の高い高校であった。1983年に学校群制度が廃止されると、大垣西高校は大垣市の外れという非常に不便な場所に位置して偏差値が急落。それ以降は国公立大学の合格者が10名程度にまで成績が低下した。大垣南高校も設立当初は市内の中心部に位置し進学実績も良かったのだが、1974年に大垣東高校が設立された際に、大垣市南部の浅中に移転したため、設立が古く伝統がある大垣南高校よりも、大垣東高校の方が進学実績が上となった。（国公立大学合格者数 大垣北 毎年270名前後、大垣東 毎年150名前後、大垣南 毎年60名前後）

### 三重県
1974年～1994年実施。
学校群
- 北勢学区
  - 1群 四日市、四日市南
- 中勢学区
  - 2群 津、津西
- 南勢学区
  - 3群 宇治山田、伊勢

三重県では北勢・中勢・南勢にそれぞれ1群・2群・3群を設置。各群には2校が所属し、学力平準化が図られた。群制度解体と前後して、各校は生き残りをかけてコース（国際科学コース・数理科学コース・自然科学コースなど）を設置し個性付けを行ったが、それらのコースは公式な言明こそないものの、事実上の特進コースとして機能している。出版物によっては「第一群」と漢数字の表記も見られた。
学校群制度末期の1990年代初頭、津は踏みとどまっていたものの、河合塾ほかの大手予備校の参入がなかった四日市市の富田に位置する四日市の進学実績は、目に見える形で落ち込んだ。1994年当時東京大学を含む難関校に定期的に精鋭をまとまった数で送り込むのは、私学の雄であった高田だけになってしまっていた。四日市は1994年に学校群制度が廃止される一年前に新学科を設けて対応。単独選抜制度が復活すると、四日市南、津西、宇治山田のレベルが相対的に低下した。津西は廃止後もそれなりに健闘しているのに対し、四日市南と宇治山田は壊滅的と形容できるほど低下した。南勢学区は人口が希薄だったこともあり、もともと3群のレベルは他と比べてやや劣っていたが、学校群制度の廃止によって宇治山田の進学実績は国公立大学の合格者数が50人に満たないほどにまで低下した。宇治山田は旧制中学校・高等女学校の系譜を引く学校であるが、伊勢の設置当初より伊勢に進学実績面で劣るようになり、学校群制度期こそ伊勢と同程度の水準に引き上げられたものの、学校群制度終了とともに再度伊勢に実績が集約された形となった。
2000年代から四日市市にも大手予備校が河合塾をはじめ続々と参入し、2020年現在は四日市が公立では圧倒的な進学実績を誇るが、津の実績は四日市の国際科学コースの実績向上に伴い徐々に低下し、難関大学合格者は四日市の半分ほどでしかない。過疎化の進む南勢にある伊勢は津や四日市と比べ、のんびりしている。2010年代は私学の雄であった高田の進学実績も全盛期から少子化と過疎化のため衰えており、四日市と大差のない年度すらあった。2020年代に入ると、三重県の中高一貫校の進学実績が突出することはなくなった。

### 福井県
1980年～2003年実施
- 1980年 - 藤島高校、高志高校による学校群入試を実施。
- 2004年 - 学校群制度を廃止。同時に普通科・理数科の学区制度も廃止し、全県一学区となる。

学校群
- 第一学区（福井市、足羽郡（現：福井市）、吉田郡、坂井郡（現：あわら市および坂井市）、丹生郡のうち越廼村・清水町（共に現：福井市）
  - 藤島、高志

福井市4校と坂井郡2ないし3校のうち、福井市中心部所在の2校で構成。学校群制度導入前は高志より藤島が学力の高い傾向を示していた。学校群制度を廃止してからは高志に人気が集まる傾向を示したが、学校群廃止後の大学進学成績では藤島が高志をリードしている。